# Sárszeg
Sárszeg (Sărsig), település Romániában, a Partiumban, Bihar megyében.

## Fekvése
A Réz-hegység nyúlványai alatt, a Berettyó völgyében, Margittától délnyugatra, Biharcsanálos és Hőke közt fekvő település.

## Története
Sárszeg nevét 1490-ben említette először oklevél Sarzeg néven.
1534-ben Zarzeg, 1808-ban és 1913-ban Sárszeg néven írták.
Borovszky szerint a falu azonosnak látszik azzal a Sárhida községgel, melyet 1458-ban  a henczidai Bacsó család birtokaként említettek.
A falu birtokosai az Okányiak voltak, később a szent-jobbi apáturság uradalmába került.
1851-ben Fényes Elek írta a településről:
... lapályos helyen... Határa, mely részben lapályos, részben dombos, 1253 hold, ... határát a Gyepes folyó öntözi, s a Kutyaharapás nevü domboldalból foly ki egy igen tiszta forrásviz Kuits kút név alatt. Ebből a forrásból folydogáló viz a legelőn keresztül egy Papsár nevü mocsárt idéz elő. Birtokosa a szentjóbi apáturaság.
A falu határában levő "Paprét-dűlő"-n levő dombról a helyi hagyomány azt tartotta, hogy ott volt Zólyomy Dávid vára.

## Nevezetességek
- Görögkatolikus temploma – 1750 körül épült.